# Omicron paraspegazzinii
Omicron paraspegazzinii är en stekelart som beskrevs av Giordani Soika 1978. Omicron paraspegazzinii ingår i släktet Omicron och familjen Eumenidae. Inga underarter finns listade i Catalogue of Life.